# Dhalsim
Dhalsim (ダルシム) est un personnage de fiction d'origine indienne issu de la série de jeu de combat de Capcom, Street Fighter. 
Il pratique le yoga et fait sa première apparition en 1991 dans Street Fighter II: The World Warrior.

## Biographie
Bonze indien né le 22 novembre 1952, se battant dans son temple parmi ses statues d'éléphants, Dhalsim utilise le yoga comme sport de combat pour gagner de l'argent afin d'aider les pauvres. Les crânes qu'il porte autour du cou sont ceux d'enfants qu'il n'a pu sauver de la faim. Pacifiste de conviction‚ il s'est posé des questions concernant ses méthodes mais sa femme Sally l'a conforté dans l'idée qu'il faisait de bonnes actions. Il a été la cible de Shadaloo, mais a réussi à convaincre Cammy White qu'elle avait une personnalité propre (ce qui a fait qu'elle s'est rebellée plus tard contre M. Bison). Il a eu plus tard une invitation pour le tournoi et il s'y est présenté pour combattre le mal. Il s'est retiré du monde des combats pour vivre avec sa femme et son fils Datta.
Dhalsim a la possibilité d'étirer ses membres à volonté grâce à ses connaissances en yoga. La puissance de son esprit est telle qu'il peut léviter et même se téléporter ; il peut également la concentrer et la faire s'enflammer (yoga fire).

## Film
Dans le film live Street Fighter, Dhalsim est un scientifique de laboratoire retenu par M. Bison et n'a pas de pouvoir particulier. Il y est joué par Roshan Seth. Il combat un sbire de Bison et se fait aider par Blanka. Et c'est seulement à la fin du film qu'il a une ressemblance avec le personnage de la série de jeux vidéo.

## Apparitions
Dans la série originale :

## Coups spéciaux
- Yoga Fire
- Yoga Flame
- Yoga Blast
- Yoga Teleport
- Yoga Tower

## Furies
- Yoga Shangri La
- Yoga Catastrophe
- Yoga Inferno
- Yoga Strike
- Yoga Stream

## Ses rivaux
Rufus (principal rival), Rose, Cammy et Darun (Street Fighter EX)